# Czerwcowe Bootydy
Czerwcowe Bootydy (JBO) – rój meteorów aktywny od 22 czerwca do 2 lipca. Jego radiant znajduje się w gwiazdozbiorze Wolarza. Maksimum roju przypada na 27-28 czerwca, a jego aktywność jest zmienna. Prędkość meteorów wynosi tylko 18 km/s, przez co jest jednym z bardziej atrakcyjnych zjawisk astronomicznych. Związany jest z  krótkookresową kometą 7P/Pons-Winnecke, której okres obiegu wynosi tylko 6.37 lat.
Rój ten znany jest od początku XX wieku, a jego największa aktywność przypadała na lata 1916, 1921, 1927, 1998 i 2004. Społeczność astronomiczna przypomniała sobie o nim w 1998 roku, kiedy to popisał się niespodziewanym wybuchem aktywności z ZHR=100. Wybuch ten został także odnotowany przez obserwatorów polskiej Pracowni Komet i Meteorów. Rój jest w stanie popisywać się bardzo jasnymi meteorami. Przykładowo w 2008 roku zaobserwowano bolid o jasności -20.7 mag należący do tego roju.